# Sang
 Der er for få eller ingen kildehenvisninger i denne artikel, hvilket er et problem. Du kan hjælpe ved at angive troværdige kilder til de påstande, som fremføres i artiklen.

Sang er et bredt begreb inden for musik og digtekunst.
En person, der skriver sang, er sangskriver.
En del dyrestemmer omtales som sang.
Sang og musik påvirker hjerneområder og kan anvendes i forbindelse med indlæring fx i skolen med alfabet- og tabelsang. Ved lange marcher øges udholdenheden og sang anvendes bl.a. i spejderbevægelsen og tidligere hos militæret.[kilde mangler]

## Sanguddannelsen
I sanguddannelsen lærer man at afspejle ens personlighed via stemmen og via sangen udvikle sin stemme og sig selv. På sangerlinien/studiet lærer man, hvordan man ved hjælp af tekniske øvelser udvider og udforsker sin stemme rent sangligt, og man bliver bevidst om, hvor stor betydning ens fortolkning af teksten har for det endelige udtryk.
Under uddannelsen lærer man bl.a. om stemmedannelse, sangteknik, fortolkning, improvisation, intonation, mikrofonteknik, performance og lignende.
| Musik | Spire Denne musikartikel er en spire som bør udbygges. Du er velkommen til at hjælpe Wikipedia ved at udvide den. |